# Blagovest Stoyanov
Pour les articles homonymes, voir Stoyanov.
Blagovest Stoyanov, né le 21 mars 1968 à Asenovgrad, est un céiste bulgare, médaillé olympique en 1992.

## Palmarès

### Jeux olympiques
- Jeux olympiques de 1992 à Barcelone :
  -  Médaille de bronze en C-2 500 m.

### Championnats du monde
- Championnats du monde de course en ligne (canoë-kayak) 1994 à Mexico :
  -  Médaille de bronze en C-2 500 m.
- Championnats du monde de course en ligne (canoë-kayak) 1995 à Duisbourg :
  -  Médaille de bronze en C-2 200 m.